# Refugio nacional de vida silvestre de Vieques
El Refugio nacional de vida silvestre de Vieques es un espacio protegido en la isla caribeña de Vieques en el archipiélago y estado libre asociado de Puerto Rico. Forma parte del Complejo de Refugios nacionales de vida silvestre de las Islas del Caribe.
El refugio alberga varios hábitats ecológicamente distintos, incluyendo, playas, lagunas costeras, manglares y zonas boscosas en tierras altas. Algunos de los mejores ejemplos de bosque subtropical seco en el Caribe se encuentran en las tierras del refugio.
Además de su valor ecológico, el refugio contiene importantes recursos de importancia arqueológica e histórica, un legado de la cultura Taíno y de la época de las plantaciones de la caña de azúcar.